# 真腊风土记

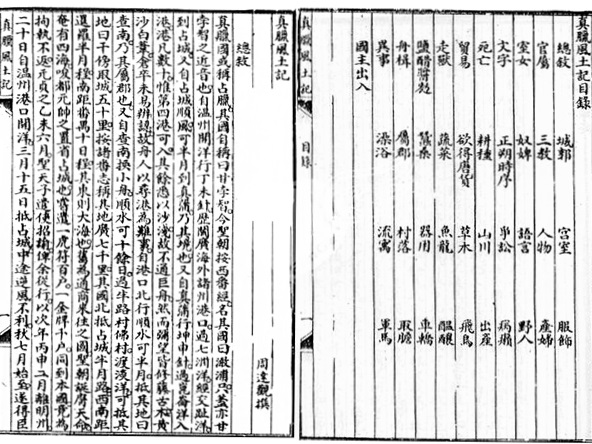
《真腊风土记》

《真腊风土记》是一部介紹高棉帝國的歷史、文化的中國古籍。《真腊风土记》由中國元代人周達觀所著。
1431年暹罗破高棉帝國都城吳哥，高棉迁都金边，吴哥窟被遺棄，森林逐渐覆盖漫无人烟的吴哥。后来有些当地的高棉人猎户进入森林打猎，无意中发现宏伟的庙宇，也有一些当地的佛教徒在庙旁边搭盖屋寮居住，以便到庙宇中朝拜，但吴哥遗迹多不为世人所知。
1819年法國J.P.A.雷慕沙首先將周達觀所著《真腊风土记》譯成法文。1857年，駐馬德望的法國傳教士夏爾·艾米爾·布意孚神父著《1848—1856印度支那旅行記：安南與柬埔寨》，報告吳哥狀況，但未引人注意。1861年1月，法國生物學家亨利·穆奥為尋找新的熱帶動物标本，無意中在原始森林中發現，宏伟惊人的古庙遗迹，并大大肆宣扬，他说，“此地庙宇之宏伟，远胜古希腊、罗马遗留给我们的一切，走出森森吴哥庙宇，重返人间，刹那间犹如从灿烂的文明堕入蛮荒”，这才使世人对吴哥刮目相看。
《真腊风土记》對當代及現代研究高棉帝國及吳哥窟起了非常重要的作用。是現存與高棉帝國同時代者對該國的唯一記錄。中國清代的《四庫全書總目提要》稱此書“文義頗為賅贍，本末詳具，可補元史佚闕”。

## 創作過程
元成宗元貞元年（1295年），中國浙江溫州人周達觀奉命隨使團前往高棉帝國，使团取海路从温州开洋，经七洲洋，占城、真蒲、查南、半路村、佛村（菩提萨州），横渡淡洋至吴哥国登岸。周達觀逗留約一年後于1296年7月回中國。回國後以遊記形式創作了《真腊风土记》。

## 內容
《真臘風土記》全書約8500字。書中有描繪高棉帝國都城吳哥城的建築和雕刻藝術；詳細敘述了當地居民的生活、經濟、文化習俗、語言；並記載了高棉帝國的山川、物產等，其中還記載了當時居住在高棉帝國的海外華人的狀況，其時他們被稱為“唐人”。
卷首是“總敘”，其他內容分40则：城郭、宫室、服饰、官属、三教、人物、产妇、室女、奴婢、语言、野人、文字、正朔时序、争讼、病癞、死亡、耕种、山川、出产、贸易、欲得唐货、草木、飞鸟、走兽、蔬菜、鱼龙、酝酿、盐醋酱麴、桑蚕、器用、车轿、舟楫、属郡、村落、取胆、异事、澡浴、流寓、军马、国主出入。
《真腊风土记》的記載內容詳細並翔實可靠，很有歷史研究的價值。
詳細例子：《真腊风土记》詳細的記錄了當時60多個柬埔寨語詞。
翔實可靠例子：《真腊风土记》中的“耕種”條載：“大抵一歲中，可三四番收種。蓋四時常如五六月天，且不識霜雪故也。其地半年有雨，半年絕無，自四月至九月，每日下雨，午後方下”據後來考證，確實真實的記錄了柬埔寨的氣候。
而依“城郭”條對吳哥城的描述，後來經多位學者實地勘測，證實無誤，也確定了周達觀確實到過高棉帝國。

## 版本
《真臘風土記》出版後受到重視，中國自明代開始就有各種刊本：
- 百川学海本
- 古今说海本
- 历代小史本
- 古今图书集成本
- 香艳丛书本
- 四库全书本

## 各种研究《真臘風土記》的书籍
- 《真腊风土记笺注》，伯希和著，冯承钧译，中华书局，1957年
- 《真臘風土記研究》，作者陳正祥教授，香港中文大學刊布，1975年出版。
- 《真臘風土記校註》，作者金榮華教授，出版社台灣台北中華書局，1976年出版。
- 《真臘風土記校註》，作者夏鼐教授，出版社北京中華書局，1981年出版。ISBN 7101020283/K

## 翻译本
19世紀初期。法國開始入侵中南半島，此書始為西方漢學家們所注意。《真腊风土记》先后有法文、日文、英文、柬埔寨文和德文翻译本：
- 1819年法國的J.P.A.雷慕沙首先將此書譯成法文。
- 1902年伯希和法文翻译本。
- 1936年松枫居主人日译本。
- 1951年根据伯希和遗作整理出版的《增订本真腊风土记笺注》：Mémoires sur les coutumes du Cambodge, récit de Tcheou Ta-Kouan vers 1300, traduit par Paul Pelliot, 1951
- 1967年D.P.Gilman根据伯希和1902年译本翻译成英文。
- 1971年柬埔寨作家李添丁翻译的《真臘風土記》柬埔寨文版在金边出版。
- 2001年英译本：Zhou Daguan, The Customs of Cambodia, transl. by Michael Smithies, Bangkok: The Siam Society, 2001
- 2006年德译本：Chou Ta-Kuan: Sitten in Kambodscha. Über das Leben in Angkor im 13. Jahrhundert. Keller und Yamada. 2. Auflage. Angkor Verlag, Frankfurt 2006. ISBN 3-936018-42-1
- 2007年新西兰Peter Harris翻译：A Record of Cambodia: The Land and Its People (Paperback) by Zhou Daguan (Author)Chiang Mai: Silkworm Books, 2007. ISBN 978-974-9511-24-4
- 2024年柬文版：在中柬政府机构支持下，由北京外国语大学、柬埔寨皇家科学院、中国文化遗产研究院、云南大学、云南民族大学等单位学者翻译[4]。